# Ludwich Jahn
Ludwich Jahn était un joueur international de football indonésien. Son poste était attaquant.

## Biographie
Il a participé avec les Indes orientales néerlandaises aux Jeux de l'Extrême-Orient 1934, inscrivant le premier but officiel de la sélection et réalisant un triplé contre le Japon, faisant de lui un des deux meilleurs buteurs de la sélection avec trois buts, en compagnie de Tan Hian Goan. Il joue contre la Chine mais pas contre les Philippines et compte finalement deux sélections.